# Karielija-Diskawieri Pietrozawodsk
Karielija-Diskawieri Pietrozawodsk (ros. Футбольный клуб «Карелия-Дискавери» Петрозаводск, Futbolnyj Kłub "Karielija-Diskawieri" Pietrozawodsk, kar. Karjala-Diskaveri potkupallojoukkoveh) – rosyjski klub piłkarski z siedzibą w Pietrozawodsku.

## Historia
Chronologia nazw:
- 1914—1924: Pierwaja Pietrozawodskaja Pietrozawodsk (ros. Первая Петрозаводская (Первая городская или «Спорт») Петрозаводск)
- 1924—1941: Spartak Pietrozawodsk (ros. «Спартак» Петрозаводск)
- 1941—1943: klub nie istniał
- 1944—1949: Spartak Pietrozawodsk (ros. «Спартак» Петрозаводск)
- 1950—1960: Krasnaja Zwiezda Pietrozawodsk (ros. «Красная звезда» Петрозаводск)
- 1961—1963: Onieżec Pietrozawodsk (ros. «Онежец» Петрозаводск)
- 1964: Spartak Pietrozawodsk (ros. «Спартак» Петрозаводск)
- 1965—1970: Onieżec Pietrozawodsk (ros. «Онежец» Петрозаводск)
- 1971—1991: Spartak Pietrozawodsk (ros. «Спартак» Петрозаводск)
- 1992—1993: Karielija Pietrozawodsk (ros. «Карелия» Петрозаводск)
- 1993—1995: Erzi Pietrozawodsk (ros. «Эрзи» Петрозаводск)
- 1996: Karielija-Erzi Pietrozawodsk (ros. «Карелия-Эрзи» Петрозаводск)
- 1999: DJuSSz-7 Pietrozawodsk (ros. «ДЮСШ-7» Петрозаводск)
- 2000: FK Pietrozawodsk (ros. ФК «Петрозаводск»)
- 2006—2008: Karielija Pietrozawodsk (ros. «Карелия» Петрозаводск)
- 2009—2011: Karielija-Diskawieri Pietrozawodsk (ros. «Карелия-Дискавери» Петрозаводск)

Piłkarska drużyna Pierwaja Pietrozawodskaja' została założona w 1914 w mieście Pietrozawodsk.
W 1924 zmieniła nazwę na Spartak Pietrozawodsk. W 1951 roku drużyna z nazwą Krasnaja Zwiezda debiutowała w Klasie B Mistrzostw ZSRR, w której występował do 1962.
W latach 1963–1972 pod nazwą Onieżec Pietrozawodsk i Spartak Pietrozawodsk występował w Drugiej Lidze, z wyjątkiem 1970, kiedy to zmagał się w niższej lidze.
W 1990 i 1991 występował w Drugiej Niższej Lidze.
W Mistrzostwach Rosji klub z nową nazwą Karielija Pietrozawodsk startował w Drugiej Lidze. W 1994 zespół zrezygnował z rozgrywek piłkarskich.
Następnie w 1996 jako Karielija-Erzi występował w Trzeciej Lidze.
Dopiero w 2006 nastąpiło odrodzenie klubu. Klub przywrócił nazwę Karielija Pietrozawodsk i występował w Amatorskiej Lidze. W 2009 przyjął obecną nazwę Karielija-Diskawieri Pietrozawodsk.

## Sukcesy
- 10 miejsce w Klasie B ZSRR: 1951
- 1/16 finału w Pucharze ZSRR: 1969
- 2 miejsce w Rosyjskiej Drugiej Lidze, grupie 5: 1993